# Vnorovy
Vnorovy, bis 1924 Znorovy (deutsch Wnorau, früher Znorow, Wnorow) ist eine Gemeinde in Tschechien. Sie liegt vier Kilometer südwestlich von Veselí nad Moravou und gehört zum Okres Hodonín.

## Geographie

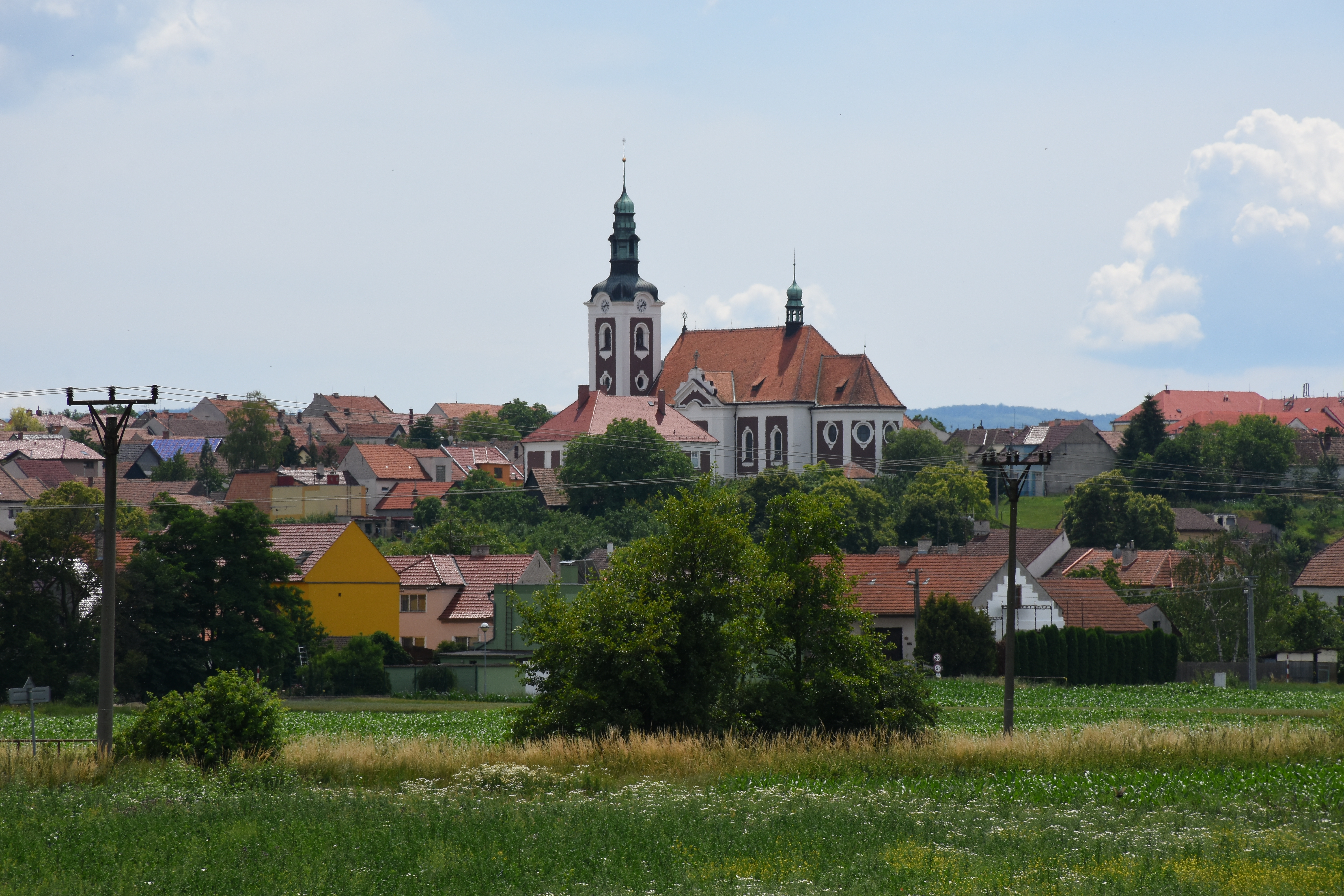
Vnorovy mit Kirche der hl. Elisabeth

Vnorovy erstreckt sich linksseitig der March im Dolnomoravský úval (Südliches Marchbecken). Jenseits der March verläuft der Baťův kanál, der westlich des Dorfes mittels einer Bootsseilbahn die March quert. Weiter westlich münden die Nová Morava und die Syrovinka in den Fluss. Gegen Süden liegt das Tal der Velička. Östlich erhebt sich der Drážky (227 m). Durch Vnorovy führen die Bahnstrecke Rohatec-Veselí nad Moravou und die Staatsstraße I/55 von Veselí nad Moravou nach Strážnice.
Nachbarorte sind Moravský Písek im Norden, Zarazice und Blatnice pod Svatým Antonínkem im Nordosten, Kozojídky im Osten, Žeraviny und Kněždub im Südosten, Tvarožná Lhota und Doubravka im Süden, Lidéřovice im Südwesten, Přívoz im Westen sowie Bzenec, Olšovec und U nádraží im Nordwesten.

## Geschichte
Die erste schriftliche Erwähnung des Dorfes erfolgte in einer auf den 1. September 1249 datierten Urkunde über die Teilung des Gutes Veselí zwischen den Brüdern Sudomír und Pardus aus dem Ministerialengeschlecht von Horka, das zur Zeit König Ottokar II. Přemysls für seine Dienste bei der Kolonisation in der Gegend mit Gütern belohnt wurde. Padus nannte sich fortan nach seinem Sitz Padus von Wnorov. Jedoch handelt es sich dabei um eine mittelalterliche Fälschung, die erst etwa zwanzig Jahre später – nach Pardus Tod – gefertigt wurde. Die Herkunft des Ortsnamens ist ungeklärt, die gebräuchlichsten Theorien gehen von einem polnischstämmigen Personennamen Vnor bzw. Wnor aus; Palacký vertrat die Ansicht, dass der ursprüngliche Ortsname Norov gewesen sei.
In den ältesten lateinischen Texten wird der Ort Wnorov genannt, in deutschen Schriften Wnorau und Znorow. Daraus entwickelten sich die unterschiedlichen tschechischen Schreibweisen Wnorovy bzw. Znorovy. Als weitere Namensvarianten sind auch Wnorow, Unirov und Wznorowy zu finden.
Es wird angenommen, dass die Güter Wnorov und Veselí nach dem Tode der vier Brüder von Horka um 1270 an Boresch von Riesenburg gelangten, der zu dieser Zeit von Ottokar II. Přemysl mit dem Landstrich zwischen Velká, Brod und Strážnice belehnt wurde. Wenig später kam es zum Bruch zwischen Boresch und dem König. Boresch wechselte auf die Seite des römisch-deutschen Königs Rudolf I. über und gehörte zu den Anführern des Aufstandes gegen Ottokar II. Nach dem Friedensschluss von 1277 ließ Ottokar II. Boresch von Riesenburg als Verräter hinrichten und überließ dessen südmährische Besitzungen der Stadt Brod als Dank für die geleistete Unterstützung. Zum Ende des 13. Jahrhunderts wurden die morastigen Übergänge der Handelswege durch die Sümpfe der Marchauen mittels eingerammter Pfähle und Faschinen befestigt, daran erinnern heute die Flurnamen Lidéřovské hatě und Veselské hatě. Zu dieser erfolgte eine Teilung der großen Herrschaft Veselí in die Herrschaften Brod, Veselí und Strážnice, wobei Wnorov ein eigenständiges Gut wurde, das 1298 einem Znata von Wnorov gehörte.
Um 1375 erwarben die Herren von Sternberg Veselí und Wnorov; Albert von Sternberg auf Světlov († 1380) überschrieb 1378 die Dörfer Boršice, Spinek und Wnorov einschließlich des Patronatsrechts über die Kirche in Wnorov seiner Frau Anežka als Morgengabe. 1412 trat Jaroslav von Sternberg die Dörfer Louka, Boršice, Spinek und Wnorov sowie später noch die Burg Světlov an die Witwe Vok von Krawarns, Eliška von Sternberg ab. Nachfolgend gehörten die Güter in Wnorov u. a. Anežka von Lukov, Jan d. Ä und Markvart von Lomnice und ab 1446 Georg von Krawarn auf Strážnice († 1466). Die Herren von Sternberg besaßen jedoch weiterhin erbliche Rechte an Spinek und Wnorov. Diese verkaufte Zdenko von Sternberg auf Konopischt 1447 zusammen mit der Herrschaft Veselí an Mikuláš von Vojslavice. Nach dessen Tode führten zwischen 1480 und 1498 seine Söhne Mikuláš und Václav sowie deren Schwager Mikuláš von Zástřizl langwierige Fehden gegeneinander und gegen ihre Nachbarn Pertold von Leipa bzw. Johann d. Ä. von Zierotin auf Strážnice, Vratislav von Pernstein und Čeněk von Žeravice auf Bánov. 1490 teilten die Brüder den Besitz; Mikuláš erhielt Veselí und Václav Wnorov. Die Einigung hielt jedoch nicht lange. Da die streitbaren Brüder kinderlos blieben, fiel das Erbe entfernten Verwandten zu. Václav setzte Jan Duchek von Bydžov, den erstehelichen Sohn seiner zweiten Frau Zuzana von Prostějov zum Erben ein, dem dessen Onkel Johann Filipec zu einer Nobilitierung mit dem Prädikat von Kunowitz verhalf. Jan von Kunowitz wurde zum Begründer der ausgedehnten Herrschaft Ostroh. Das Erbe von Mikuláš, der bereits vor Václav verstorben war, fiel dem Karlsteiner Burggrafen Heřman von Vojslavice zu. Anschließend brach ein Streit um das Erbe aus, da sich sowohl Jaroslav von Landstein auf Morawan und die Nachkommen seines Bruders Ctibor als auch Zuzana von Prostějov sowie deren zweiter Mann Václav von Vojslavice übergangen fühlten. Zudem machten sich die beiden Erben gegenseitig ihre Anteile streitig. Im Jahre 1512 wurde Jitka von Landstein Besitzerin von Wnorov. Dies änderte nichts an den Streitigkeiten und Jitkas Vormund Václav Pavlovský von Vidbach, führte mehrere Klagen gegen die Herren von Vojslavice auf Veselí. 1515 verkaufte Jitka zusammen mit ihrem Mann Joachim von Bieberstein das Gut Wnorov mit der wüsten Feste und der Kirche sowie den Dörfern Wnorov und Spinek an Burjan von Vlčnov. Dieser hatte an dem erworbenen Besitz wenig Freude und verkaufte Wnorov bereits ein Jahr später an Heřman von Vojslavice auf Veselí, um dessen fortgesetzten Beschwerden zu entgehen. Heřman von Vojslavice musste sich einen Teil des Kaufgeldes von Wenzel von Zierotin auf Buchlov borgen und gab diesem die Hälfte von Wnorov als Pfand. Wenzel reichte seine Ansprüche an seinen Vettern Jan von Zierotin auf Strážnice weiter, der die verpfändete Hälfte von Wnorov an seine Herrschaft anschloss. Als Heřman von Vojslavice 1520 gegen Jan von Zierotin klagte, gab dieser das Pfand zurück, obwohl die Schuld noch nicht beglichen war. Nach Heřmans Tod verkauften dessen Söhne 1526 die Herrschaft Veselí an den schlesischen Adligen Hynek Bilík von Kornice. 1589 verkauften Václav und Vilém Bilík die Herrschaft Veselí an den mährischen Landesprokurator Jakub Vojska von Bogduňovice. Dabei wurde Spinek letztmals erwähnt. Das erloschene Dorf befand sich auf den nordwestlichen Fluren der Gemeinde.
1605 wurde das Dorf von den Truppen des Siebenbürgerfürsten Stephan Bocskai heimgesucht, daran erinnert eine Schrift im Knauf des 1614 errichteten Kirchturmes. Nach dem Ausbruch des Dreißigjährigen Krieges marschierte der kaiserliche General Bucquoy mit 5000 vorwiegend spanischen und italienischen Söldnern nach Mähren ein und bekämpfte in der Gegend die aufständischen Truppen von Gábor Bethlen und Heinrich Matthias von Thurn. Der Besitz der protestantischen Vojska von Bogduňovice wurde nach der Schlacht am Weißen Berg konfisziert und dem ungarischen Adligen Tomáš Bosnyák von Magyarbél verkauft. Nach dessen Tode erbte Katharina Perenni die Herrschaft. 1628 zogen türkische Truppen bis an die March. 1646 verkaufte Franz Perenni Wessely mit allem Zubehör an Johann von Rottal. Im Jahre 1655 lebten in Znorovy 205 Katholiken und 16 Nichtkatholiken, zuvor hatten bis zum Dreißigjährigen Krieg die Mährischen Brüder großen Einfluss gewonnen. 1663 scheiterte ein Angriff der Türken. Das älteste Ortssiegel stammt aus dem Jahre 1701. Am 15. Januar 1704 wurden in Kozojídky und Vnorovy von den Truppen des Franz II. Rákóczi 90 Pferde geraubt und am 15. April desselben Jahres wurde das Dorf von den Aufständischen niedergebrannt. Bis Ende Oktober 1705 war der Ort Schauplatz mehrerer Gefechte zwischen den aufständischen und kaiserlichen Truppen. Im Jahre 1707 kaufte Maximilian Želecký von Počenice die Herrschaft Wessely, ab 1731 gehörte sie den Chorinský von Ledska. Am 9. September 1831 fiel um halb vier nachmittags an der Hatěcký mlýn südöstlich von Znorov ein 3,78 kg schwerer Meteorit nieder. Bis zur Mitte des 19. Jahrhunderts blieb Vnorovy immer nach Wessely und den Grafen Chorinský untertänig.
Nach der Ablösung der Patrimonialherrschaften bildete Znorov/Znorow ab 1850 eine Gemeinde in der Bezirkshauptmannschaft Hradisch. Im Jahre 1900 wurde das Dorf dem Bezirk Göding zugeordnet. Am 13. November 1908 erhob Kaiser Franz Joseph I. die Gemeinde Znorov zur Marktgemeinde. Seit 1910 bestand der amtliche Ortsname Znorovy, der nach der Gründung der Tschechoslowakei im Zuge der Bereinigung der Ortsnamen 1924 in Vnorovy umgeändert wurde. 1949 wurde Vnorovy dem Okres Veselí nad Moravou zugeordnet. Nach dessen Auflösung im Jahre 1960 gehört die Gemeinde wieder zum Okres Hodonín. 1960 wurde Lidéřovice eingemeindet.

## Gemeindegliederung
Die Gemeinde Vnorovy besteht aus den Ortsteilen Lidéřovice (Liderschowitz) und Vnorovy (Wnorau).

## Sehenswürdigkeiten
- Neobarocke Kirche der hl. Elisabeth von Thüringen, erbaut 1909. Das Altarbild schuf František M. Lejček. Der erste Nachweis über eine Kirche in Vnorovy stammt aus dem Jahre 1378. 1614 wurde der hölzerne Kirchturm durch einen steinernen ersetzt. Der alte Kirchenbau wurde 1908 abgebrochen.
- Dreifaltigkeitssäule aus dem Jahre 1745
- Statue des Hl. Johannes von Nepomuk, geschaffen 1747
- Kapelle der Jungfrau Maria in Lidéřovice, erbaut 1898
- Statue des Hl. Florian in Lidéřovice, geschaffen 1749

## Persönlichkeiten

### Söhne und Töchter der Gemeinde
- František Zýbal (1871–1940), Schriftsteller
- Marie Kudeříková (1921–1943), hingerichtete Studentin und Widerstandskämpferin gegen die Nationalsozialisten
- Jan Skácel (1922–1989), Dichter
- Petr Skácel (1924–1993), Maler

### Im Ort wirkten und lebten
- Der Komponist Leoš Janáček lebte von 1870 bis 1888 bei seinem Onkel im Pfarrhaus.